# Pteropus phaeocephalus
Espèce
Synonymes
- Pteropus insularis Hombron & Jacquinot, 1842 (préféré par UICN)

Statut de conservation UICN

 CR A2cd : 
En danger critique
Statut CITES
Pteropus phaeocephalus est une espèce de mammifères chiroptères (chauves-souris) de la famille des Pteropodidae. Elle est endémique de Micronésie et menacée d'extinction.